# Стабілізаційний план 1959

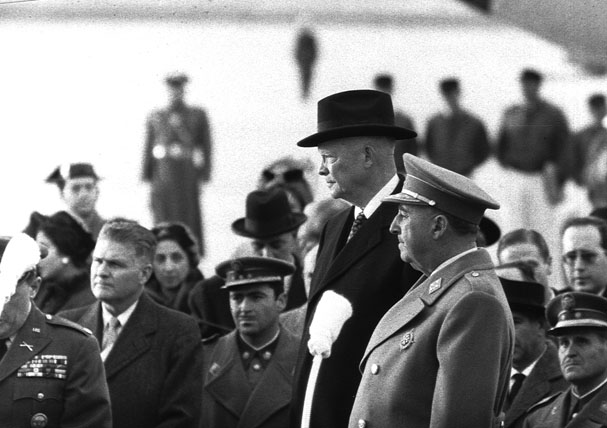
Візит Ейзенхауера до Мадриду. 1959

Стабілізаційний план 1959 (ісп. Plan de Estabilización de 1959) або Національний план економічної стабілізації (Plan Nacional de Estabilización Económica) - комплекс економічних реформ, проведених в Іспанії наприкінці 1950 - початку 1960-х. Основна мета – подолання економічної ізоляції країни та економічне зростання на основі лібералізації економіки.
Після Громадянської війни економіка країни перебувала у жалюгідному стані. Економічна криза була посилена майже загальною ізоляцією Іспанії, що надавала підтримку країнам Осі.
Зростання економіки настало у 1953-1958. Тим не менш, високе економічне зростання, що становило близько 5%, супроводжувалося високим рівнем інфляції та різким поширенням чорного ринку. У країни виникли проблеми з бюджетом, до 1959 валютні резерви країни були виснажені. Населення країни вимагало економічних та політичних реформ, порівнюючи своє становище із ситуацією в сусідніх країнах.
Франкістський режим виступив зі стабілізаційним планом, підготовленим міністрами Лауреано Лопесом Родо  Альберто Ульястресом та Мариано Наварро Рубио. План був спрямований на осучаснення країни, яка на той момент була однією з найбідніших у Європі. Новий економічний курс вводив економічну свободу у русі капіталів, інвестицій з-за кордону та свободу пересування для населення. У боротьбі з інфляцією було досягнуто значних успіхів, держава скоротила свій вплив на економіку, пропагувалась економічна ініціатива населення.
Звадяки реформам у країну прийшли великі інвестиції з-за кордону, особливо у сфері туризму. Понад півмільйона іспанців залишили батьківщину у пошуках роботи у Західній Європі. Іспанія почала брати участь у роботі міжнародних організацій, проте з політичних причин вступ до Європейського співтовариства та Європейської асоціації вільної торгівлі було неможливо. У 1958 Іспанія стала асоційованим членом Організації економічного співробітництва та розвитку, а в 1959 вступила до МВФ та Світового банку.
Якщо в 1960 Іспанію відносили до аграрних країн, то до 1974 країна зайняла десяту сходинку у світовому рейтингу найбільших індустріальних країн.